# Puck (série littéraire)
Pour les articles homonymes, voir Puck.
Puck (nom original : Puk) est une série danoise de cinquante-huit romans pour la jeunesse créée par Lisbeth Werner - pseudonyme de Knud Meister et Carlo Andersen - éditée de 1952 à 1964 aux éditions Eiler Wangels Forlag.
En France, vingt et un titres ont paru de 1956 à 1978 aux éditions G. P. dans la collection Rouge et Or (section « Souveraine »), chaque volume regroupant deux volumes originaux, soit un total de 42 titres.
Très populaire au Danemark, où elle est toujours rééditée, la série Puck a été traduite en Suède, en Allemagne (sous le titre Pitti) et en Espagne où la série a été rééditée jusqu'aux années 1990.

## Les auteurs de la série
Bien que Lisbeth Werner soit le pseudonyme féminin commun que s'est choisi le duo d'auteurs danois Carlo Andersen et Knud Meister, c'est seul que ce dernier a écrit tous les volumes de la série Puck. Destinée aux adolescentes, Puck est l'équivalent pour jeunes filles de la série pour jeunes hommes : Yann, œuvre commune de Carlo Andersen et Knud Meister mais publiée sous le seul nom de ce dernier.

### Knud Meister
Né le 28 mai 1913 à Copenhague et mort le 20 décembre 1989, il est un journaliste danois et un auteur de romans pour la jeunesse. Sous le pseudonyme de Thomas Ketchup, il publie un premier roman policier en 1941 ; il en rédigera sept autres avant de se consacrer à l'écriture de séries pour la jeunesse en collaboration avec Carlo Andersen. Ainsi, en 1942 paraît le 1er volume de la série pour garçons adolescents, Yann (Jan en VO). Grand succès de librairie au Danemark, 81 romans seront écrits de 1942 à 1964, dont douze volumes ont été publiés en France aux éditions G. P. dans la Collection Spirale.
Sous le pseudonyme de A. B. Caroll, il est l'auteur d'une autre série pour jeunes filles : Tina (Teena en VO), publiée au Danemark de 1956 à 1960. En France, onze titres sur quatorze ont été publiés de 1962 à 1969 aux éditions G. P. dans la Collection Spirale.

### Carlo Andersen
Né le 5 mars 1904 à Frederiksberg et mort le 20 février 1970, il est un auteur danois. Il commence sa carrière littéraire en 1938 avec la publication d'un roman policier, Kriegstestamentent (littéralement : Testament de guerre), qui a remporté un prix à un concours de romans policiers scandinaves. C'est en 1942 que commence sa longue collaboration avec
Knud Meister qui perdurera jusqu’à la mort de ce dernier, en 1970. Carlo Andersen continuera à écrire seul quelques volumes supplémentaires de la série Yann.

## Thème de la série
Puck (de son vrai nom : Bente Winther) est une adolescente pensionnaire d'un internat mixte, au Danemark. Son père est un ingénieur de renom, souvent absent. Les histoires ont pour objet l'arrivée de nouveaux élèves ayant du mal à s'adapter à la vie du pensionnat, et la résolution d'énigmes. Au fil des romans, Puck vieillit et sa vie évolue.

## Titres édités en France
- Puck écolière (1956) Titres originaux : Puk flytter på kostskole (littéralement : Puck va en pension) (1952). Souveraine no 109, traduit par Marguerite Gay et Gerd de Mautort. Illustrations de Pierre Le Guen

- Puck détective (1958) Titres originaux : Puk vover pelsen (1953) et Puk pa nye eventyr (1953). Souveraine no 127, illustrations de Pierre Le Guen, traduit par Marguerite Gay et Gerd de Mautort.

- Puck continue (1959) Titres originaux : Puk gi'r sig ikke (1953) et Puk kommer til hjaelp (1953). Souveraine no 142, traduit par Marguerite Gay et Gerd de Mautort. Illustrations de Pierre Le Guen.

- Puck dans la neige (1961) Titres originaux : Puk i sneen (1953) et Puk ta'r chancen (1954). Souveraine no 166, illustrations de Vanni Tealdi.

- Puck va bon train (1962) Titres originaux : Puk har fart på (1954) et Puk og leoparden (1954). Souveraine no 179, traduit par Marguerite Gay et Gerd de Mautort. Illustrations de Vanni Tealdi.

- Puck fait du cinéma (1963) Titres originaux : Puk har en nyhed (1954) et Puk som filmstjerne (1954). Souveraine no 644, traduit par André-Marc Hendrickx, illustrations de Pierre Le Guen.

- Puck a des ennuis (1964) Titres originaux : Puk viser kloer (littéralement : Puck montre ses griffes) (1955) et Stakkels Puk (littéralement : Pauvre Puck) (1955). Souveraine no 212, traduit par Marguerite Gay et Gerd de Mautort, illustrations de Vanni Tealdi.

- Puck contre les voleurs (1964) Titres originaux : Puks store oplevelse (1955) et Puk vinder igen (1955). Souveraine no 204, traduit par Marguerite Gay et Gerd de Mautort, illustrations de Vanni Tealdi.

- Un ban pour Puck ! (1965) Titres originaux : Det ordner Puk (1955) et Fint klaret, Puk (1955). Souveraine no 219, traduit par Marguerite Gay et Gerd de Mautort, illustrations de Vanni Tealdi.

- Puck s'amuse (1967) Titres originaux : Puk har det sjovt (1956) et Puk laenge leve ! (1956). Souveraine no 239, traduit par Marguerite Gay et Gerd de Mautort, iIllustrations de Vanni Tealdi.

- Puck demoiselle d'honneur (1968) Titres originaux : Frisk mod ,Puk (1956) et Til lykke, Puk (1956). Souveraine no 258, traduit par Marguerite Gay et Gerd de Mautort, illustrations de Vanni Tealdi.

- Puck et l'affaire des 60 couronnes (1969) Titres originaux : Puk Redningskorps (1957) et Puk far en mistanke (1957). Souveraine no 275, traduit par Marguerite Gay et Gerd de Mautort, illustrations de Vanni Tealdi.

- Puck et la mercedes blanche (1970) Titres originaux : Du har ret, Puk (1957) et Træk en seddel, Puk (1957). Souveraine no 286, traduit par Marguerite Gay et Gerd de Mautort, iIllustré par Vanni Tealdi.

- Puck et le mystère des diables volants (1971) Titres originaux : réunit deux récits : Puck et l'histoire d'Ivan (Puk pa Krisstien, 1958) et Puck et le mystère des Diables volants (God ferie, Puk, 1957). Souveraine no 290, traduit par Gerd de Mautord, illustrations de Bertrand.

- Puck et le trésor (1972) Titres originaux : Puk i hojt humor (1958) et Skovtrolden Puk (1958). Souveraine no 310, traduit par Gerd de Mautord, illustrations de Bertrand.

- Puck et Pim (1973) Titres originaux : Puk gar lige pa (1959) et Puk pa en prik (1959). Souveraine no 316, traduit par Gerd de Mautord, illustrations de Bertrand.

- Puck et le savant distrait (1974) Titres originaux : Puk og Pim (1959) et Puk er parat (1960). Souveraine no 324, traduit par Gerd de Mautord, illustrations de Bertrand.

- Puck et Pedro le malicieux (1975) Titres originaux : Gavtyven Puk (1960) et Puk dagens helt (1960). Souveraine no 334, traduit par Gerd de Mautort, illustré par Jacques Fromont.

- Puck et le mystère du marais (1975) Réunit deux récits : Bravo, Puck ̣! (Kom frit frem, Puk ̣!, 1960) et Puck, l'intrépide (Ih, hvor er det spaendende, 1961). Souveraine no 339, traduit par Gerd de Mautort, illustré par Vanni Téaldi.

- Puck et le mystère du billet de loterie (1977) Titres originaux : I sidste sekund (1961) et Puk saetter rekord (1961). Souveraine no 349, traduit par Gerd de Mautort, illustré par Vanni Tealdi.

- Puck et l'inconnu à la veste de cuir (1978) Titres originaux : Jeg elsker mysterier (1962). Souveraine no 363[9], traduit par Gerd de Mautort, illustrations de Vanni Téaldi.

## Source
- Bibliothèque nationale de France (pour la bibliographie)
- (da) Bibliographie de Knud Meister